# Колезанто (Мачерата)
Колезанто (итал. Collesanto) насеље је у Италији у округу Мачерата, региону Марке.
Према процени из 2011. у насељу је живело 34 становника. Насеље се налази на надморској висини од 813 м.